# Saint-Armel (Ille y Vilaine)
 Saint-Armel  es una población y comuna francesa, situada en la región de Bretaña, departamento de Ille y Vilaine, en el distrito de Rennes y cantón de Châteaugiron.

## Demografía
| 521 | 716 | 809 | 1003 | 1290 | 1393 |
| Para los censos de 1962 a 1999 la población legal corresponde a la población sin duplicidades (Fuente: INSEE [Consultar]) |     |     |      |      |      |